# Kirksville (Misuri)
Kirksville es una ciudad ubicada en el condado de Adair en el estado estadounidense de Misuri. En el Censo de 2020 tenía una población de 17530 habitantes y una densidad poblacional de 468,61 personas por km².

## Geografía
Kirksville se encuentra ubicada en las coordenadas 40°11′53″N 92°34′28″O / 40.19806, -92.57444. Según la Oficina del Censo de los Estados Unidos, Kirksville tiene una superficie total de 37.36 km², de la cual 37.26 km² corresponden a tierra firme y (0.26%) 0.1 km² es agua.

## Demografía
Según el censo de 2010, había 17505 personas residiendo en Kirksville. La densidad de población era de 468,61 hab./km². De los 17505 habitantes, Kirksville estaba compuesto por el 92.32% blancos, el 2.22% eran afroamericanos, el 0.22% eran amerindios, el 2.36% eran asiáticos, el 0.07% eran isleños del Pacífico, el 0.81% eran de otras razas y el 2.01% pertenecían a dos o más razas. Del total de la población el 2.7% eran hispanos o latinos de cualquier raza.